# Martijn Verschoor
Martijn Verschoor (Bovensmilde, Midden-Drenthe, Drenthe, 4 de maig de 1985) és un ciclista neerlandès, professional des del 2008 i actualment a l'equip Team Novo Nordisk.
Com tots els seus companys d'equip, Verschoor té Diabetis tipus 1.

## Palmarès
- 2011
  - Vencedor d'una etapa al Tour de Beauce